# Бонгард-Левин, Григорий Максимович
Григо́рий Макси́мович Бонга́рд-Ле́вин (26 августа 1933, Москва, СССР — 30 сентября 2008, Нёйи-сюр-Сен, Франция) — советский и российский историк, востоковед и индолог, специалист в области истории и культуры Индии, Центральной и Южной Азии. Доктор исторических наук, профессор. Действительный член Академии наук СССР (1990; с 1991 — Российской академии наук).

## Биография
Родился 26 августа 1933 года в Москве. Сын этнографа М. Г. Левина.
В 1951—1956 годах — студент факультета востоковедения МГУ; с 1956 года — аспирант МГУ. В 1961 году защитил кандидатскую диссертацию «История образования и система управления империи Маурьев», в 1970 году — докторскую диссертацию «Индия эпохи Маурьев (общество, государство, культура)».
С 1978 года — профессор МГУ, заведующий кафедрой истории Южной Азии ИСАА при МГУ, руководитель Центра индологических и буддологических исследований. С 29 декабря 1981 года — член-корреспондент АН СССР по Отделению истории (востоковедение); с 15 декабря 1990 года — академик АН СССР (с 1991 РАН). Заведующий сектором, главный научный сотрудник Института востоковедения РАН, научный руководитель Центра сравнительного исследования древних цивилизаций ИВИ РАН.
Президент Российской ассоциации антиковедов (1999—2008). Главный редактор журнала «Вестник древней истории» (1988—2008), председатель редколлегии серии «Памятники письменности Востока» (1999—2008). Член редколлегии серии «Памятники исторической мысли» и литературной панорамы «Зарубежный Восток».
Почётный доктор Института высших тибетологических исследований (1996), заслуженный профессор МГУ (1999). Был избран иностранным членом Французской академии надписей и изящной словесности (1999), Королевской Шведской Академии истории, литературы и древностей; член-корреспондент Итальянского Института Азии и Африки.
Скончался 30 сентября 2008 года на 76-м году жизни после тяжёлой болезни в американском госпитале в Нёйи, под Парижем. Похоронен в Москве на Троекуровском кладбище.
Жена — Ирина Евгеньевна Синицына (1934—1997, Париж) — доктор юридических наук, профессор, специалист по африканскому праву, работала в Институте Африки.. Сын — Синицын Максим Григорьевич (1956—2008) — создатель и первый директор заповедника «Кологривский лес», известный учёный-эколог, кандидат биологических наук. Длительное время работал в Институте проблем экологии и эволюции им. Северцова РАН, являлся исполнительным директором некоммерческой организации «Международный институт леса». Внук — Бонгард Максим.

## Научная деятельность
Помимо многочисленных исследований по древнеиндийской цивилизации, опубликовал ряд работ о научном творчестве М. И. Ростовцева, а также публицистические статьи.
Как отмечает С. Д. Серебряный, Г. М. Бонгард-Левин «в последние два десятилетия советской эпохи был, наряду с Г. Ф. Ильиным, ведущим отечественным специалистом по истории Древней Индии».
По характеристике В. Г. Лысенко, «очаровательный циник и большой шутник».

## Основные работы
Исследования:
- Бонгард-Левин Г. М., Ильин Г. Ф. Древняя Индия. Исторический очерк. — М.: Наука, 1969. — 736 с. — 5000 экз.
  - 2-е изд.: Индия в древности. — М.: Наука, 1985. — 758 с. — 25000 экз.
  - 3-е изд.: СПб.: Алетейя, 2001. — 816 с. — 1300 экз.
- Бонгард-Левин Г. М. Индия эпохи Маурьев. — М.: Наука, 1973. — 407 с. — 2500 экз.
- Антонова К. А., Бонгард-Левин Г. М., Котовский Г. Г. История Индии. Краткий очерк. — М., 1973.
  - 2-е изд. — М., 1979.
- Бонгард-Левин Г. М., Грантовский Э. А. От Скифии до Индии. Древние арии: мифы и история. — М., 1974.
  - 2-е изд., доп. — М.: Мысль, 1983. — 208 с. — 80000 экз.
  - 3-е изд. — СПб., 2001.
- Тюляев С. И., Бонгард-Левин Г. М. Искусство Шри Ланки: древний и средневековый период. (ОИТИИ). — М.: Искусство, 1974. — 207 с. — 25000 экз.
- Бонгард-Левин Г. М., Герасимов А. В. Мудрецы и философы Древней Индии: Некоторые проблемы культурного наследия. (КНВ.МИ). — М.: Наука, 1975. — 342 с. — 10000 экз.
- Бонгард-Левин Г. М. Древнеиндийская цивилизация. Философия, наука, религия. — М.: Наука, 1980. — 334 с. — 50000 экз.
  - 2-е изд. — Древнеиндийская цивилизация. — М.: Наука-ВЛ, 1993. — 317 с. — 6000 экз.
  - 3-е изд. — Древнеиндийская цивилизация. История. Религия. Философия. Эпос. Литература. Наука. Встреча культур. — М.: ВЛ, 2001. — 495 с.
  - 4-е изд. — М., 2007.
- Бонгард-Левин Г. М., Вигасин А. А. Образ Индии. Изучение древнеиндийской цивилизации в СССР (1984). — Данную кн. указывают едва ли не единственной монографией по истории российской индологии. Как отмечает С. Д. Серебряный: «К сожалению, она была написана слишком рано, за несколько лет да начала горбачевской „перестройки“, и поэтому несёт на себе слишком сильный отпечаток советской идеологии „эпохи застоя“»[2].
- Бонгард-Левин Г. М. Древняя Индия. История и культура : Сб. ст. — СПб.: Алетейя, 2001. — 288 с.
- Бонгард-Левин Г. М., Бухарин М. Д., Вигасин А. А. Индия и античный мир. — М.: ВЛ, 2002. — 360 с. — 1000 экз.
- Бонгард-Левин Г. М. Индия: Этнолингвистическая история, политико-социальная структура, письменное наследие и культура древности : Сб. ст. — М.: Наука, 2003.

Публикации и переводы:
- Бонгард-Левин Г. М., Волкова О. Ф. Легенда о Кунале (Kunalavadana из неопубликованной рукописи Asokavadanamala). — М.: ИВЛ. 1963. — 101 с.
- Памятники индийской письменности из Центральной Азии. / Пер. Г. М. Бонгард-Левина, М. И. Воробьёвой-Десятовской, Э. Н. Тёмкина. (Серии «Памятники письменности Востока» и «Bibliotheca Buddhica»).
  - Вып.1. (ППВ.73,1; ББ.33). — М., 1985.
  - Вып.2. (ППВ.73,2; ББ.34). — М., 1990.
  - Вып.3. (ППВ.73,3). — М., 2004.
- Скифский роман / РАН; Институт всеобщей истории РАН; Центр сравнительного изучения древних цивилизаций; Институт востоковедения РАН; Санкт-Петербургский Архив РАН; Государственный Эрмитаж / под общ. ред. Г. М. Бонгард-Левина. М.: РОССПЭН, 1997. — 623 с.
- Correspondances orientalistes entre Paris et Saint-Pétersbourg (1887—1935) : : Sylvain Lévi, Alfred Foucher, Émile Senart et Paul Pelliot : Lettres adressées à Sergej F. Ol’denburg, Fedor Ščerbatskoj, Vasilij M. Alekseev, Vasilij V. Radlov et Fridrich A. Rozenberg / Grigorij M. Bongard-Levin, Roland Lardinois, Aleksej A. Vigasin (Mémoires de l’Académie des inscriptions et belles-lettres: N. S.. T. 26.) — Paris: Diffusion De Boccard, 2002. (из истории российской науки)
- Парфянский выстрел / РАН; Институт всеобщей истории РАН; Центр сравнительного изучения древних цивилизаций; Институт востоковедения РАН; Институт археологии РАН; Государственный Эрмитаж / Под общ. ред. Г. М. Бонгард-Левина и Ю. Н. Литвиненко. М.: РОССПЭН, 2003. — 760 с.
- Константин Бальмонт — Ивану Шмелеву: Письма и стихотворения 1926—1936 / Изд. подготовили К. М. Азадовский и Г. М. Бонгард-Левин. М., 2005.
- Переписка И. М. Гревса и Вяч. Иванова / Изд. текстов, исследование и комментарии Г. М. Бонгард-Левина, Н. В. Котрелева, Е. В. Ляпустиной. М., 2006

## Награды
- Орден «Знак Почёта» (1983).
- Лауреат Государственной премии СССР (1988).
- Лауреат Государственной премии РФ в области науки и техники (2000).
- Лауреат премии им. Дж. Неру (Индия, 1972).
- Лауреат премии «Саравати самман» (Индия, 1996) — за вклад в изучение индуизма.
- Лауреат интернациональной премии Святого Марка (Венеция, (1990).
- Лауреат премии «Триумф» (2003).
- Лауреат премии им. А. Н. Веселовского РАН (2008, совместно с Н. В. Котрелёвым и Е. В. Ляпустиной) — за издание текстов, исследование и комментарии «История и поэзия. Переписка И. М. Гревса и Вяч. Иванова»
- Кавалер Ордена искусств и литературы (Франция).
- Кавалер ордена Почётного легиона (Франция).
- Орден «Падма Бхушан» (Индия).